# Sidsel Ben Semmane

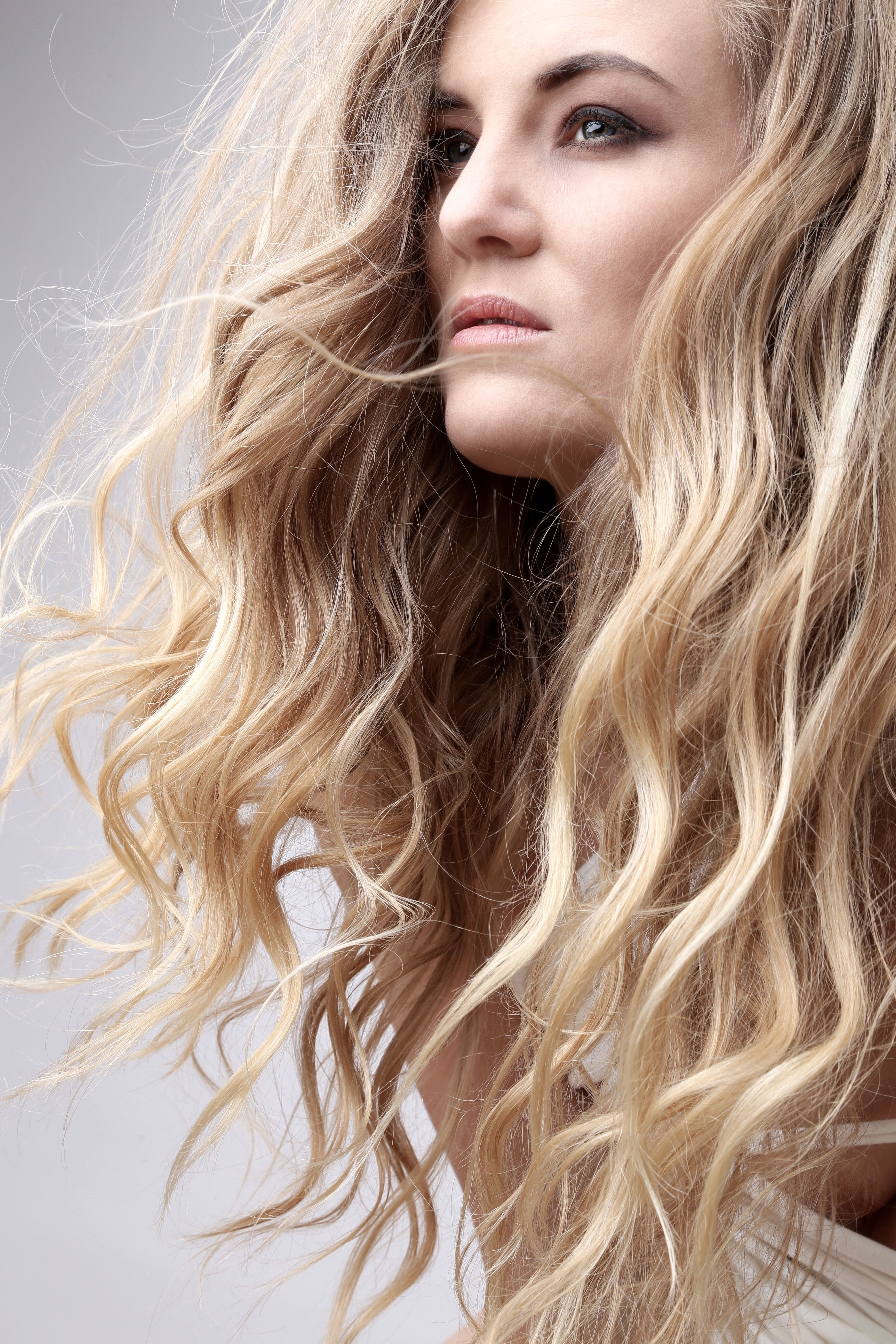
Sidsel Ben Semmane (2017)

Sidsel Ben Semmane (* 1989) ist eine dänische Sängerin. Sie vertrat Dänemark am 20. Mai 2006 beim Eurovision Song Contest in Athen.

## Leben und Karriere
Sidsel Ben Semmane stammt aus dem Dorf Adslev, Hørning Kommune, südlich von Aarhus. Sie stand schon mit acht Jahren auf einer Bühne, damals noch als Mitglied eines Chores, der auch auswärts, zum Beispiel in Südafrika gastierte. Mit elf Jahren trat sie erstmals solo auf. Im Sommer 2005 sang sie in einem Wettbewerb der Aarhuser Musikschulen und spielte in dem Musical Demokraten mit.
Am 11. Februar 2006 hatte das dänische Publikum beim Melodi Grand Prix in Aalborg die Gelegenheit, aus zehn Titeln den Landesvertreter für den Eurovision Song Contest in Athen zu wählen. Es siegte überraschend die 17-jährige Debütantin mit dem von Niels Drevsholt komponierten Song Twist of love. Beim Eurovision Song Contest selbst erreichte Ben Semmane mit diesem Titel Platz 18. Sie war die jüngste Teilnehmerin des Wettbewerbs. Am 29. Mai 2006 erschien ihr erstes Soloalbum mit dem Titel Where Are My Shoes?.